# 虎溪街道
虎溪街道，是中华人民共和国重庆市沙坪坝区下辖的一个乡镇级行政单位。

## 行政区划
虎溪街道下辖以下地区：
虎兴社区、花马社区、石牛岗社区、复兴寺社区、虎溪花园社区、大成湖社区、熙美社区、学智社区、学成社区、虎中社区和建新村。